# Fioravanti (soft drink)

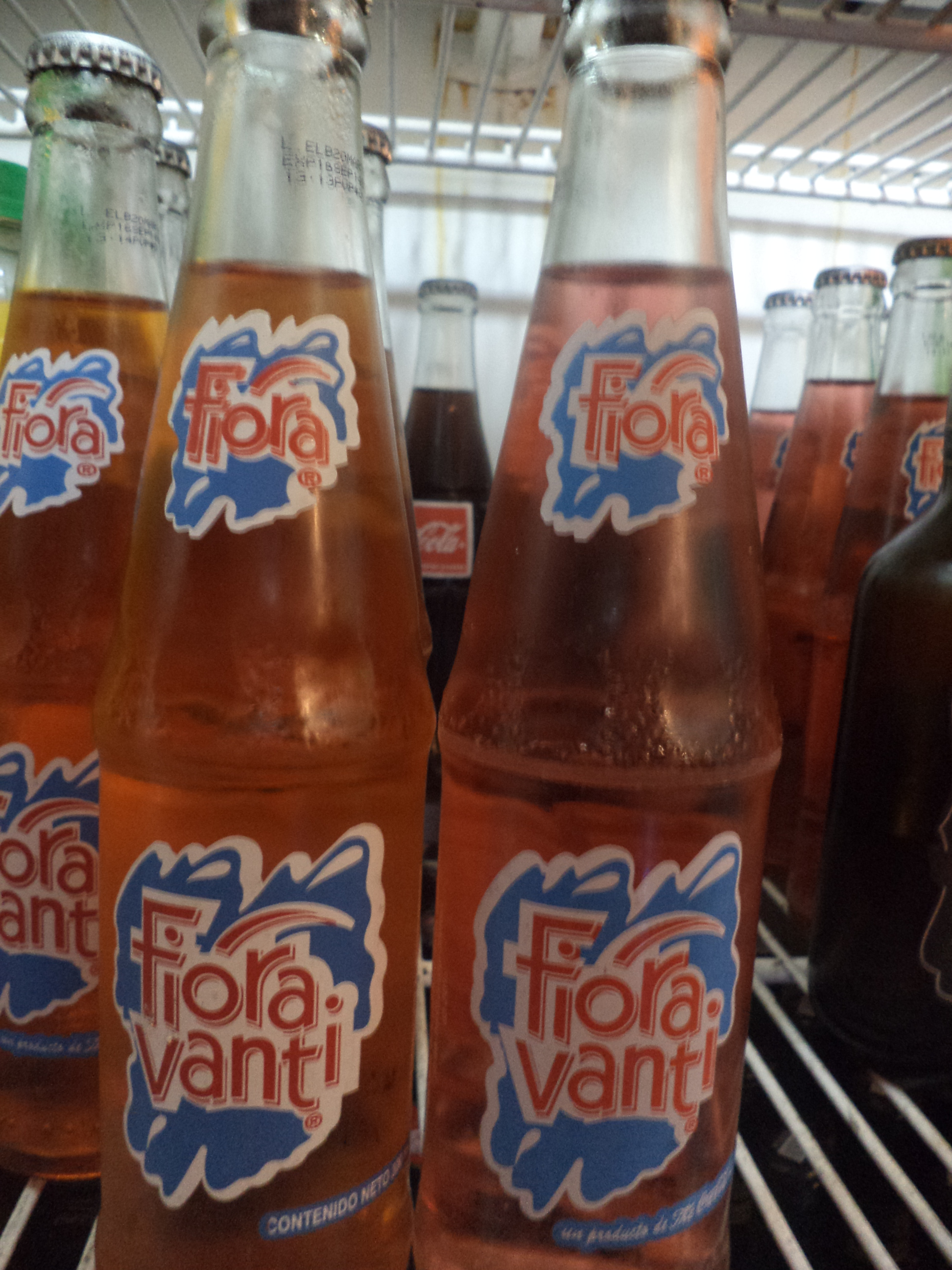
Presentazione dei fioravanti in bottiglia di vetro da 300 ml.

Il Fioravanti è uno dei più vecchi soft drink nel mondo. Fu venduto per la prima volta nel 1878 in Ecuador e acquistato, dopo 113 anni, nel 1991 dalla Coca-Cola. È un drink a base di frutta (mela o fragola) e anidride carbonica. Nell'estate del 2001 è stato aggiunto il gusto di uva. In Ecuador è una tradizione bere un Fioravanti, bevanda conosciuta come "Fiora Manzana" (mela) o "Fresa" (fragola). Molti ecuadoriani immigrati in Spagna hanno deciso, per sottoporlo ad un test, di importare il soft drink Fioravanti alla fragola in Spagna, a partire da metà ottobre del 2006.